# Valdepeñas
Valdepeñas (en espanyol i oficialment o Valdepenyes (en català però en desús) és un municipi de la província de Ciudad Real a la comunitat autònoma de Castella-la Manxa. Està situat entre les comarques històriques del Camp de Calatrava i el Camp de Montiel, a 58 km de Ciudad Real. Té una superfície de 487,65 km² i una població de 30252 habitants (cens de 2020). El codi postal és 13300. És el centre i dona nom a la denominació d'origen de vi més antiga de l'Estat Espanyol, la DO Valdepeñas, que també és la de més producció d'Espanya.

## Història
La batalla de Valdepeñas de 1808 va ser un episodi militar de la Guerra del Francès en la què els vilatans es van enfrontar a l'exèrcit francès de Louis Liger-Belair, i com a conseqüència aquests cremaren la ciutat amb un incendi que va durar tres dies. Per aquests fets se li va concedir a la vila el títol de "Molt Heroica".

## Població
| 1900   | 1910   | 1920   | 1930   | 1940   | 1950   | 1960   | 1970   |
| ------ | ------ | ------ | ------ | ------ | ------ | ------ | ------ |
| 21.015 | 23.580 | 25.128 | 22.602 | 30.409 | 26.020 | 25.706 | 24.946 |
| 1981   | 1991   | 2001   | 2002   | 2003   | 2004   | 2005   | 2006   |
| 24.946 | 25.067 | 26.494 | 26.796 | 26.880 | 27.274 | 27.634 | 28.183 |
| 2007   | 2008   | 2009   | 2010   | 2011   | 2012   | 2013   | 2014   |
| 28.570 | 30.255 | 31.015 | 31.370 | 31.600 | -      | -      | -      |

## Administració
| Període      | Nom de l'alcalde/-essa                      | Partit polític | Data de possessió |
| ------------ | ------------------------------------------- | -------------- | ----------------- |
| 1979 - 1983  | Esteban López Vega                          | UCD            | 19/04/1979        |
| 1983 - 1987  | Esteban López Vega                          | AP             | 28/05/1983        |
| 1987 - 1991  | Esteban López Vega                          | AP/PP          | 30/06/1987        |
| 1991 - 1995  | Salvador Galan Ruiz-Poveda                  | PSOE           | 15/06/1991        |
| 1995 - 1999  | Victoriano González de la Aleja y Saludador | PSOE           | 17/06/1995        |
| 1999 - 2003  | Rafael Martinez del Carnero Calzada         | PP             | 03/07/1999        |
| 2003 - 2007  | Jesús Martín Rodríguez Caro                 | PSOE           | 14/06/2003        |
| 2007 - 2011  | Jesús Martín Rodríguez Caro                 | PSOE           | 16/06/2007        |
| 2011 - 2015  | Jesús Martín Rodríguez Caro                 | PSOE           | 11/06/2011        |
| 2015 - 2019  | n/d                                         | n/d            | 13/06/2015        |
| 2019 - 2023  | n/d                                         | n/d            | 15/06/2019        |
| Des del 2023 | n/d                                         | n/d            | 17/06/2023        |

Eleccions Municipals 2007
| Partit Polític                    | Nombre de vots | % de vots a candidatures vàlides | Regidors |
| --------------------------------- | -------------- | -------------------------------- | -------- |
| PSOE                              | 9.795          | 64,18%                           | 15       |
| PP                                | 3.261          | 21,37%                           | 5        |
| Pueblo, Libertad y Justicia (PLJ) | 1.279          | 8,38%                            | 1        |
| IU                                | 631            | 4,13%                            | 0        |

## Personatges il·lustres
- Lorenzo Luzuriaga Medina, pedagog
- Gregorio Prieto, pintor i poeta de la generació del 27
- Francisco Nieva, dramaturg
- Juana Galán, guerrillera